# Avignon-lès-Saint-Claude
Avignon-lès-Saint-Claude és un municipi francès situat al departament del Jura i a la regió de Borgonya - Franc Comtat. L'any 2007 tenia 347 habitants.

## Demografia

### Població
El 2007 la població de fet d'Avignon-lès-Saint-Claude era de 347 persones. Hi havia 143 famílies de les quals 31 eren unipersonals (19 homes vivint sols i 12 dones vivint soles), 58 parelles sense fills i 54 parelles amb fills.
La població ha evolucionat segons el següent gràfic:
Habitants censats

### Habitatges
El 2007 hi havia 163 habitatges, 141 eren l'habitatge principal de la família, 17 eren segones residències i 5 estaven desocupats. 145 eren cases i 17 eren apartaments. Dels 141 habitatges principals, 128 estaven ocupats pels seus propietaris, 8 estaven llogats i ocupats pels llogaters i 6 estaven cedits a títol gratuït; 1 tenia una cambra, 3 en tenien dues, 12 en tenien tres, 28 en tenien quatre i 98 en tenien cinc o més. 124 habitatges disposaven pel capbaix d'una plaça de pàrquing. A 56 habitatges hi havia un automòbil i a 80 n'hi havia dos o més.

### Piràmide de població
La piràmide de població per edats i sexe el 2009 era:
| Homes | Edats   | Dones |
| ----- | ------- | ----- |
| 0     | 95 o +  | 0     |
| 0     | 90 a 94 | 0     |
| 4     | 85 a 89 | 4     |
| 0     | 80 a 84 | 4     |
| 8     | 75 a 79 | 4     |
| 4     | 70 a 74 | 4     |
| 12    | 65 a 69 | 0     |
| 12    | 60 a 64 | 16    |
| 20    | 55 a 59 | 20    |
| 20    | 50 a 54 | 28    |
| 20    | 45 a 49 | 16    |
| 8     | 40 a 44 | 16    |
| 4     | 35 a 39 | 0     |
| 0     | 30 a 34 | 12    |
| 4     | 25 a 29 | 12    |
| 8     | 20 a 24 | 12    |
| 24    | 15 a 19 | 12    |
| 8     | 10 a 14 | 0     |
| 4     | 5 a 9   | 0     |
| 0     | 0 a 4   | 0     |

## Economia
El 2007 la població en edat de treballar era de 212 persones, 164 eren actives i 48 eren inactives. De les 164 persones actives 159 estaven ocupades (86 homes i 73 dones) i 6 estaven aturades (3 homes i 3 dones). De les 48 persones inactives 25 estaven jubilades, 11 estaven estudiant i 12 estaven classificades com a «altres inactius».

### Ingressos
El 2009 a Avignon-lès-Saint-Claude hi havia 144 unitats fiscals que integraven 369 persones, la mediana anual d'ingressos fiscals per persona era de 25.427 €.

### Activitats econòmiques
Dels 3 establiments que hi havia el 2007, 1 era d'una empresa de fabricació d'altres productes industrials i 2 d'empreses de comerç i reparació d'automòbils.

## Equipaments sanitaris i escolars
El 2009 hi havia una escola elemental.

## Poblacions més properes
El següent diagrama mostra les poblacions més properes.